# Al Alvarez
Alfred Alvarez (5 août 1929 - 23 septembre 2019) est un poète, romancier, essayiste et critique britannique qui publie sous le nom de A. Alvarez et Al Alvarez.

## Biographie
Alfred Alvarez est né à Londres d'une mère juive ashkénaze et d'un père issu d'une famille juive séfarade. Il fait ses études à The Hall School à Hampstead, Londres, puis à Oundle School et Corpus Christi College, Oxford, où il étudie l'anglais. Il est ensuite chercheur invité "Jane Eliza Procter" à l'Université de Princeton. Après avoir brièvement enseigné à Oxford et aux États-Unis, il devient écrivain à plein temps à la fin de la vingtaine. De 1956 à 1966, il est rédacteur en chef et critique de poésie pour The Observer, où il présente aux lecteurs britanniques John Berryman, Robert Lowell, Sylvia Plath, Zbigniew Herbert et Miroslav Holub.
Alvarez est l'auteur de nombreux livres de non-fiction. Son étude renommée sur le suicide, The Savage God, acquiert une résonance supplémentaire grâce à son amitié avec Plath. Il écrit également sur le divorce (Life After Marriage), les rêves (Night) et l'industrie pétrolière (Offshore), ainsi que sur ses passe-temps, le poker (The Biggest Game In Town) et l'alpinisme (Feeding the Rat , un profil de son partenaire d'escalade Mo Anthoine). Son autobiographie de 1999 s'intitule Where Did It All Go Right?
Son anthologie de poésie de 1962 The New Poetry est saluée à l'époque comme un nouveau départ. Il défend le style américain, en relation avec la «gentilité» excessive perçue de la poésie britannique de l'époque. En 2010, il reçoit la médaille Benson de la Royal Society of Literature.
En juillet 1989, Alvarez fait une longue apparition dans l'émission de discussion de Channel 4 After Dark pour discuter du jeu aux côtés, entre autres, de Victor Lownes et de David Berglas. Alvarez est interprété par Jared Harris dans le film Sylvia de 2003, qui raconte la relation troublée entre Plath et son mari Ted Hughes.
Il est décédé à l'âge de 90 ans d'une pneumonie virale. Il laisse  sa deuxième épouse, Anne, et leurs enfants, Luke et Kate. Un autre fils, Adam, issu de son premier mariage, avec la petite-fille de Frieda Lawrence, Ursula Barr, est décédé avant lui. Il est enterré au cimetière de Hampstead.

## Œuvres
- The Shaping Spirit (1958)
- The School of Donne (1961)
- The New Poetry (1962)
- Under Pressure (1965)
- Beyond All This Fiddle (1968)
- The Savage God (1972)
- Beckett (Fontana Modern Masters, 1973)
- Hers (1974)
- Hunt (1979)
- Life After Marriage (1982)
- The Biggest Game in Town (1983)
- Feeding The Rat (1988)
- Day of Atonement (1991)
- Night (1995)
- Where Did It All Go Right? (1999)
- Poker: Bets, Bluffs, and Bad Beats (2001)
- New & Selected Poems (2002)
- The Writer's Voice (2005)
- Risky Business (2007)
- Pondlife (2013)